# Trepartssystem
Trepartssystem är ett betalsystem som underlättar en transaktion på distans. Det går ut på att köparen betalar till en mellanhand som sedan meddelar säljaren att pengarna är betalade och då skickas varan till köparen.
Det största trepartssystemet idag är Paypal. Det finns ett svenskt trepartssystem som heter Payson, men de är långt ifrån lika stora.